# Julia Daudet

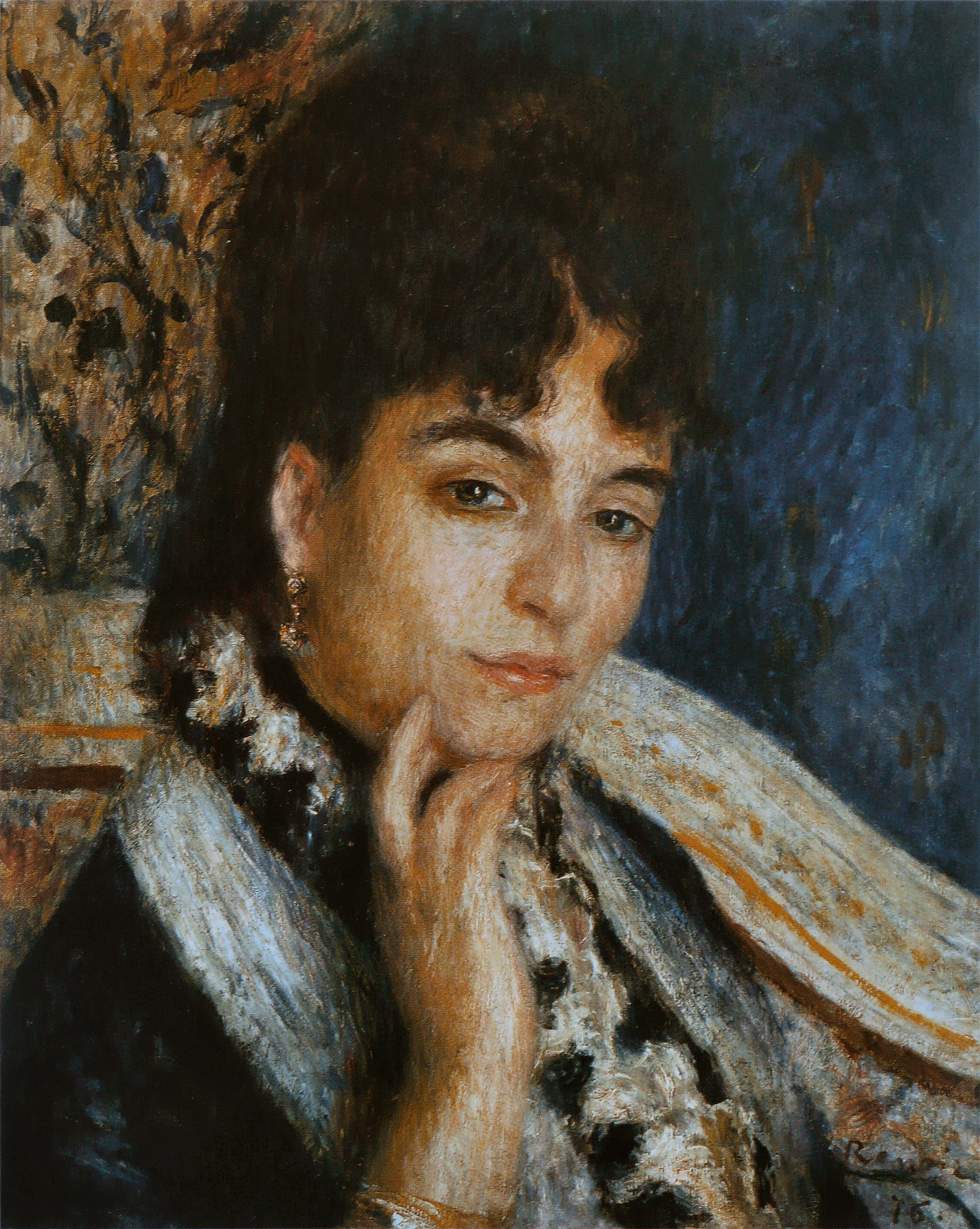
Julia Daudet av Pierre-Auguste Renoir.

Julia Allard Daudet, född 13 juli 1844 i Paris, död 23 april 1940, var en fransk författare. Hon var gift med Alphonse Daudet och mor till Léon Daudet. 
Daudet samarbetade med maken och skrev även självständiga arbeten. Hennes Impressions de nature et d’art (1879) innehåller barndomsminnen, poesi och litterära kritiker. Hon har dessutom utgivit en elegant skriven självbekännelse, L’enfance d’une parisienne (1883), och Fragments d’un livre inédit (1884), en dagbok i den impressionistiska stilen, samt Les enfants et les mères (1888) med flera arbeten.